# Puente de la Galvanera
El puente de la Galvanera es un puente que comunica el tráfico rodado entre la localidad de Santa Eufemia y el Manzanal del Barco (ambos en la provincia de Zamora, Castilla y León, España).
El puente fue construido en el año 1933, siendo propiedad inicialmente de la compañía Saltos del Duero. El proyecto fue redactado por el ingeniero de puentes Antonio Navarro Aranda.